# Magistrati dietro le sbarre
Magistrati dietro le sbarre. Farsa e tragedia nella giustizia penale italiana  è un libro di Alberto Marcheselli, pubblicato da Melampo editore nel novembre 2009.

## Trama
Il libro narra, in prima persona, le vicende tragicomiche di un neolaureato in giurisprudenza, nell'Italia di metà anni '90, dalle prime incerte esperienze professionali all'ingresso in magistratura, con l'assunzione delle funzioni nella Magistratura di sorveglianza. Procedendo per bozzetti, digressioni, alternando episodi commoventi a situazioni comiche, il racconto fornisce un quadro da "dietro le quinte" della giustizia penale, mostrando "come vanno a finire veramente i processi".

## Premi e riconoscimenti
Magistrati dietro le sbarre si è classificato al primo posto  nel sondaggio per il Libro dell'Anno indetto dal supplemento domenicale de Il Sole 24 Ore nel 2009

## Edizioni
- Alberto Marcheselli, Magistrati dietro le sbarre. Farsa e tragedia nella giustizia penale italiana, Milano, Melampo, 2009,  p. 227, ISBN 88-89533-43-9.